# Иван Радев
Вижте пояснителната страница за други личности с името Иван Радев.
Иван Николаев Радев е български филолог и историк, работил главно в областта на литературната история на Възраждането.

## Биография
Роден е на 26 февруари 1943 г. в Гороцвет, Разградско. Завършва Българска филология (1968). Защитава докторска дисертация на тема „Боян Пенев и проблемите на българската възрожденска литература“ (1973). Доктор на филологическите науки с дисертационен труд на тема „Българската възрожденска литература до 40-те години на 19 в. (За връзката етическо-естетическо)“ (1990).
Асистент (1973), гл. асистент (1975), доцент (1977) и професор (1992) в катедра „Българска литература“ при Великотърновския университет. Ръководител на катедра „Българска литература“ (1981-2006). Декан на Филологическия факултет (1983-1985) и зам.-ректор на Великотърновския университет (1989-1990).
Директор на Университетско издателство – В. Търново (1992-1999).
Академик на Българската академия на науките (2003).
Член на Съюза на българските писатели (1985).
Член на редколегиите на библиотечната поредица „Нова българска библиотека“ (В. Търново), сп. „Родна реч“ (1989-1990), „Трудове на Великотърновския университет“ (1982-1983, 1987), алманах „Янтра“ (1980-1989), в. „Литературен вестник“ (1990-1991), сп. „Език и литература“ и сп. „Архив за поселищни проучвания“ (ВТУ).
Умира след кратко боледуване на 18 декември 2020 г.

## Признание
Носител е на:
- ордена „Кирил и Методий“ – II степен (1986),
- на Славейковата награда (1998),
- на Националната награда за литературна критика „Иван Радославов и Иван Мешеков“ (2001)[4],
- на Годишната награда на СБП за литературна история (2007),
- Почетен гражданин е на гр. Велико Търново (2004), доктор хонорис кауза на Русенския университет „Ангел Кънчев“ (2006).